# Кеито Накамура
Кеито Накамура (на японски: 中村 敬斗‎)  (роден на 7 ноември 1998 г.) в Абико, Япония) е японски футболист полузащитник, нападател, състезател на френския Реймс и Националния отбор на Япония. Участник в Купата на Азия 2023 къдео бележи втория гол срещу Виетнам при победата с 4:2).